# Lyssomanes convexus
Lyssomanes convexus är en spindelart som beskrevs av Banks 1909. Lyssomanes convexus ingår i släktet Lyssomanes och familjen hoppspindlar. Inga underarter finns listade i Catalogue of Life.